# Messico ai Giochi della VIII Olimpiade
Il Messico partecipò ai Giochi della VIII Olimpiade, svoltisi a Parigi dal 4 maggio al 27 luglio 1924,  
con una delegazione di 15 atleti impegnati in 3 discipline.
senza aggiudicarsi medaglie.